# 辺境・近境 写真篇
『辺境・近境 写真篇』（へんきょうきんきょう しゃしんへん）は、松村映三と村上春樹の写真集。
1998年5月25日、新潮社より刊行。本編に当たる旅行記『辺境・近境』は約1か月前、4月23日に刊行されている。「写真家との旅」と題するまえがきを村上が書いている。装丁は島田隆。2000年6月、新潮文庫として文庫化された。